# Bigu
Bigu (nep. बिगु) – gaun wikas samiti w środkowej części Nepalu w strefie Dźanakpur w dystrykcie Dholkha. Według nepalskiego spisu powszechnego z 2001 roku liczył on 409 gospodarstw domowych i 1859 mieszkańców (972 kobiet i 887 mężczyzn).